# موريس تشايلدز
موريس تشايلدز هو سياسي أمريكي، ولد في 10 يونيو 1902 في كييف في أوكرانيا، وتوفي في 2 يونيو 1991 في شيكاغو في الولايات المتحدة.